# Лесная плантация
Лесная плантация — участок лесных земель, на которых выращивают древесные и кустарниковые породы для получения биомассы (щепы), балансов, ценных конструкционных сортиментов древесины. 
Создание лесных плантаций и их эксплуатация представляют собой предпринимательскую деятельность, связанную с выращиванием лесных насаждений определенных пород (целевых пород), к которым относятся лесные насаждения искусственного происхождения, обеспечивающие получение древесины с заданными характеристиками.
Плантационное лесоводство может производить большое количество древесины за короткий период времени. Плантации выращивают государственные органы управления лесным хозяйством (например, Комиссия по лесному хозяйству в Великобритании) и/или предприятия бумажной и деревообрабатывающей промышленности и другие частные землевладельцы (такие как Weyerhaeuser, Rayonier и Sierra Pacific Industries в США или Asia Pulp & Paper в Индонезии).. Рождественские елки часто выращивают на плантациях, а в южной и юго-восточной Азии тиковые плантации недавно заменили естественный лес.

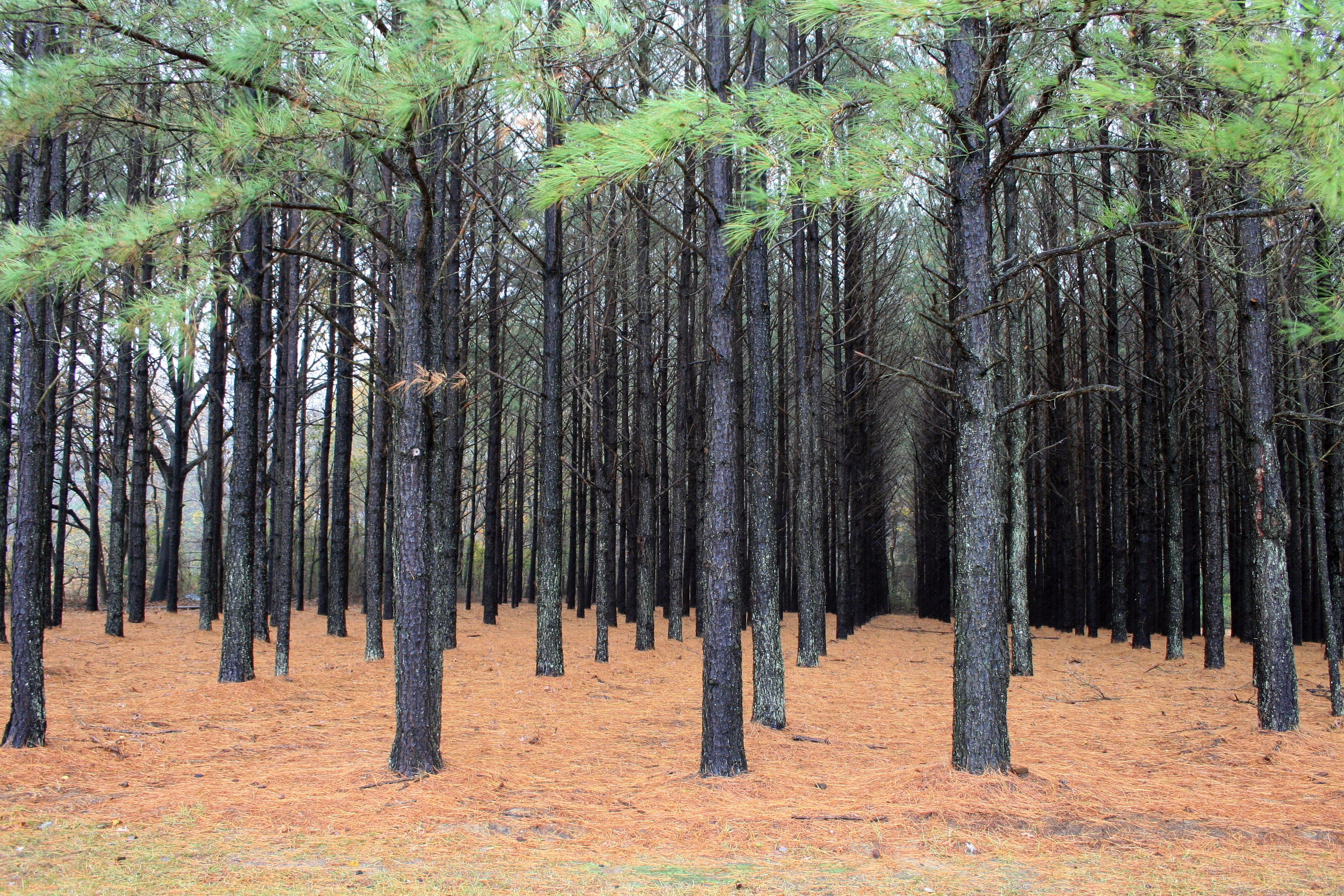
Сосновая плантация.
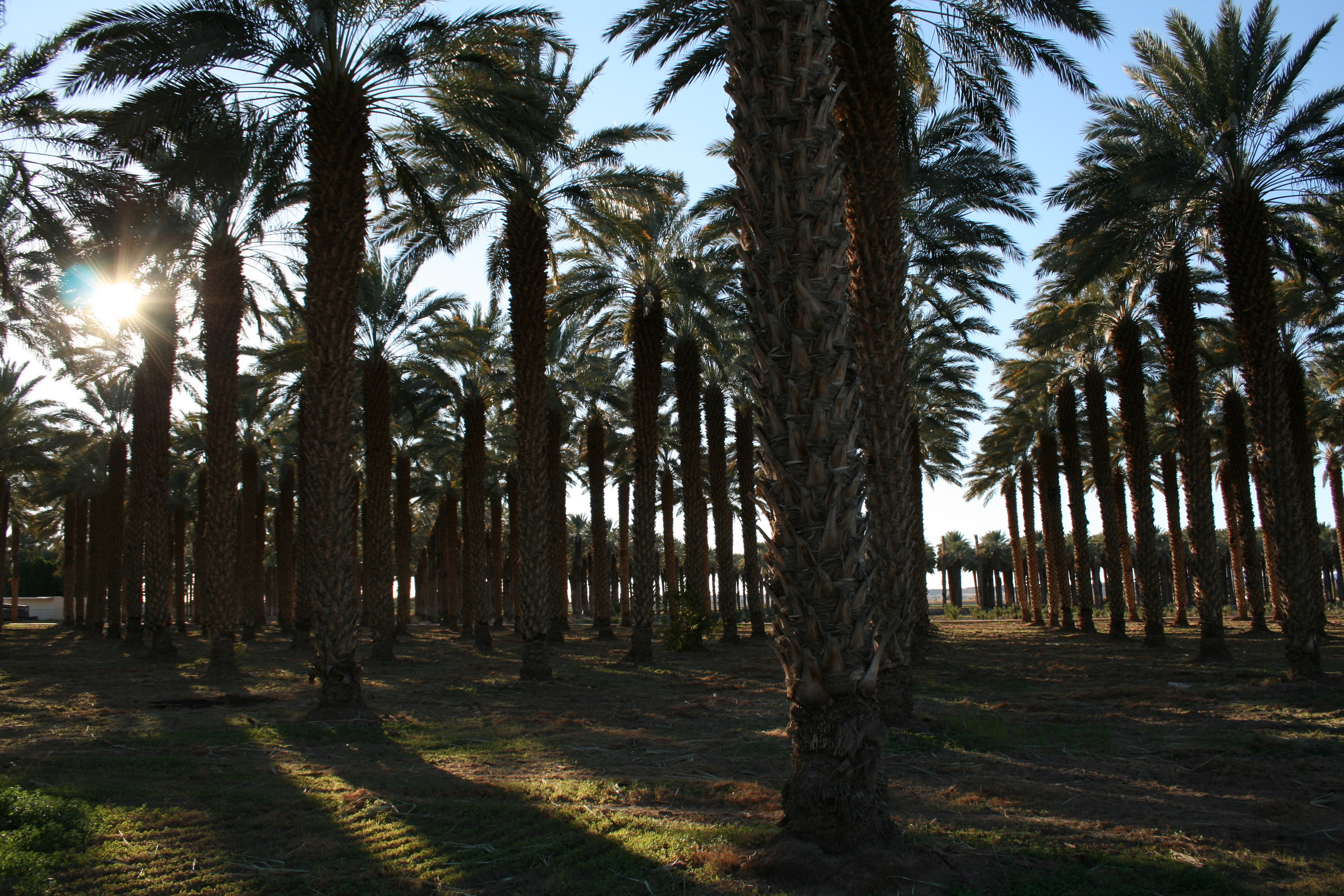
Плантация пальм.